# Вітор Белфорт
Ві́тор Віе́йра Бе́лфорт (порт. Vitor Vieira Belfort; *1 квітня 1977, Ріо-де-Жанейро, Бразилія) — бразильський спортсмен, борець бразильського дзюдзюцу, греплер, спеціаліст зі змішаних бойових мистецтв. Чемпіон Бразилії з бразильського дзюдзюцу в вільній ваговій категорії (1993 рік). Чемпіон 12-го турніру UFC у важкій ваговій категорії (1997 рік). Бронзовий призер чемпіонату світу з греплінгу у вільній ваговій категорії за версією ADCC (2001 рік). Чемпіон світу зі змішаних бойових мистецтв у напівважкій ваговій категорії за версіями UFC (2004 рік) і Cage Rage (2007 рік).
За стилем ведення бою Вітор Белфорт — ударник, крім того, він є спеціалістом із бразильського дзюдзюцу (чорний пояс), дзюдо (чорний пояс), знавцем карате сьотокан (синій пояс). Також він має професійний боксерський досвід.

## Біографія
Вітор Белфорт народився 1 квітня 1977 року в місті Ріо-де-Жанейро, Бразилія. Заняття бойовими мистецтвами почав у віці 8 років. З віком долучається до тренувань із бразильського дзюдзюцу в школі Ґрейсі. В 16 років завойовує титул чемпіона Бразилії з бразильського дзюдзюцу в вільній ваговій категорії. В 17 років отримує чорний пояс.

### Кар'єра в змішаних бойових мистецтвах
Кар'єру в змішаних єдиноборствах Белфорт почав в жовтні 1996 року виступом на гавайському турнірі проти американця Джона Хесса. Для Хесса бій завершився нокаутом на 12-ій секунді першого раунду. Молодого Белфорта нарікають феноменом і запрошують до виступу на турнірі Абсолютного бійцівського чемпіонату (англ. UFC). Перший же виступ в UFC підтверджує феноменальні здібності бразильця: він стає чемпіоном 12-го турніру, здолавши двох борців-важковаговиків, кожного менше ніж за хвилину. Після цього турніру Вітору зателефонував сам Майк Тайсон і привітав з досягнутим успіхом.
Дещо пригальмувала амбіції Белфорта поразка технічним нокаутом досвідченому борцю греко-римського стиля і майбутньому багаторазовому чемпіону світу Ренді Кутюру. Вітор проводить ще два бої в UFC, і вперше спускається у нижчу вагу, до 93 кг, де в 1998 році перемагає видовищним нокаутом бразильську зірку вале тудо Вандерлея Сілву, а в 1999 році переходить до змагань у серії PRIDE, де програє дебютний бій прославленому японському бійцю Кадзусі Сакурабі, отримавши перелом руки в першому раунді. Поразки не зупинили бразильця: протягом 2000—2001 років він проводить в Японії ще чотири повнораундові бої, і в кожному перемагає. Особливо варто відзначити перемогу Белфорта над зіркою PRIDE Хітом Херрінґом, який доти не мав поразок в чемпіонаті і претендував на титул. У 2001 році Белфорт також бере участь у чемпіонаті світу з греплінгу за версією ADCC, де здобуває бронзову медаль у вільній ваговій категорії.
У 2002 році Вітор повертається в UFC, остаточно змінивши вагову категорію з важкої на напівважку. Отримує третю поразку в кар'єрі, цього разу від Чака Ліделла, але після перемоги над перспективним Марвіном Істменом, якому він наніс глибоке розсічення ударом коліна, виборює право позмагатись за титул чемпіона світу. Титульний бій проходить 31 січня 2004 року між 25-річним Белфортом і 40-річним діючим чемпіоном Ренді Кутюром і закінчується вельми неприємною для Вітора перемогою: на 49 секунді, ще не ввійшовши в повноцінну боротьбу, він розсікає Кутюру ліве віко. Бій зупиняють, і формально титул переходить в руки Белфорта. Розчаровані результатом бою, претендент і чемпіон, які тепер обмінялись ролями, домовляються про реванш. Бій-реванш 21 серпня 2004 року, вже третій бій між Белфортом і Кутюром, також було зупинено рішенням лікаря: Ренді Кутюр повернув собі титул після трьох раундів тотального домінування над молодим супротивником. Згодом, після відкриття Кутюром власної спортивної команди «Xtreme Couture», до неї приєднається і Белфорт, а самого Ренді можна буде бачити серед кутових бразильця на змаганнях в UFC.
Певний час Вітора Белфорта супроводжують невдачі: він отримує важку травму ліктя, спірно програє двобій Тіто Ортісу, двічі поступається голландському ударнику Алістару Оверіму, повертається в PRIDE, де його чекає невдалий бій з чемпіоном цієї ліги, олімпійцем Деном Хендерсоном, а також стероїдний скандал після бою.
Наприкінці 2005 року Белфорт дебютує в британському чемпіонаті зі змішаних єдиноборств Cage Rage, де повертає собі заслужену славу, в два роки здобувши титул чемпіона світу за версією цієї організації. Натомість, критиці піддають тогочасну опозицію Белфорта — європейських бійців без особливих досягнень на світовому рівні.
В квітні 2006 року Белфорт випробовує себе у професійному боксі. На турнірі «Minotauro Fight III», що пройшов у Сальвадорі, Вітор переміг нокаутом свого співвітчизника Жоземарью Невеса на другій хвилині поєдинку.
У 2008 році Вітор повертається в США, де на турнірах компанії «Affliction» дебютує у середній ваговій категорії (до 84 кг). В цій вазі він перемагає нокаутами двох опонентів, в тому числі олімпійського борця-медаліста Метта Ліндленда. Ця перемога відчутно піднімає Белфорта у світових рейтингах.
Восени 2009 року відбулось повернення Белфорта в Абсолютний бійцівський чемпіонат, в середній ваговій категорії. В першому ж бою він здобув рішучу перемогу нокаутом над екс-чемпіоном світу Річем Франкліном. За високу техніку і видовищність виступу Вітор отримує від організаторів турніру премію «Нокаут вечора» (65 000 доларів). В другому бою Белфорт оспорював титул чемпіона світу за версією UFC, який з 2006 року належав Андерсону Сілві. Бій відкладали декілька разів через травми обох бійців, отримані в процесі підготовки, та врешті призначили на 126 етап UFC. Протистояння двох бразильських чемпіонів, розпалене чисельними промо-акціями та суперечками бійців у пресі, тривало протягом лише трьох хвилин першого раунду. Сілва нокаутував Белфорта, завдавши фронтального удару ногою в голову, і добивши бійця на підлозі. За півроку після цієї невдачі Вітор проводить швидкий і рішучий бій з популярним азійським бійцем Йосіхіро Акіямою, якого долає нокаутом у першому раунді і знову отримує «Нокаут вечора» (70 000 доларів).
В січні 2012 року «Феном» вперше за 13 років виступає на батьківщині, і вперше у кар'єрі — в Ріо-де-Жанейро. «Ювілейним», тридцятим, суперником для Белфорта став топовий американський боєць Ентоні Джонсон, якого Вітор здолав удушенням зі спини у короткому й динамічному бою.
Наступним кроком для екс-чемпіона стала участь у спортивному реаліті-шоу UFC «Абсолютний боєць», де він виступив як тренер однієї з команд. Тренером команди-суперниці став Вандерлей Сілва, проти якого Белфорт мав виступити у тренерському поєдинку в кінці сезону. Бій не відбувся через травму Белфорта. Переможцем шоу у середній ваговій категорії став тренований Вітором боєць.
У вересня 2012 року Вітор Белфорт погодився на термінову заміну травмованому Дену Хендерсону у титульному поєдинку проти діючого чемпіона напівважкої вагової категорії Джона Джонса. Мало не зламавши чемпіону руку заломленням ліктя у першому раунді, Белфорт сам потрапив на больовий прийом у четвертому раунді змагання.
У 2013 році Белфорт повернувся у середню вагову категорію, де переміг двох топових бійців: Майкла Біспінга та Люка Рокхолда. В обох виграв нокаутом від удару ногою в голову, за що двічі був удостоєний премії «Нокаут вечора». Утретє поспіль він отримав цю премію восени, коли у реванші нокаутував ногою Дена Хендерсона, якого доти ніколи не перемагали шляхом нокауту.

### Особисте життя
Вітор Белфорт та його дружина, бразильська топ-модель Жоана Праду, виховують трьох дітей.
Його хобі — пляжний спорт (волейбол, серфінг), кіно і догляд за домашніми тваринами.
Белфорт володіє трьома іноземними мовами: англійською, французькою та іспанською.

## Спортивна статистика

### Змішані бойові мистецтва
| Результат | Противник        | Вага      | Спосіб                                         | Раунд | Час   | Дата             | Місце                    | Подія                                                     | Примітки                                                |
| --------- | ---------------- | --------- | ---------------------------------------------- | ----- | ----- | ---------------- | ------------------------ | --------------------------------------------------------- | ------------------------------------------------------- |
| Перемога  | Ден Хендерсон    | 84-93 кг  | Нокаут (удар ногою)                            | 1     | 1:17  | 9 листопада 2013 | Ґоянія, Бразилія         | «UFC Fight Night 32»                                      | Виграв премію «Нокаут вечора».                          |
| Перемога  | Люк Рокхолд      | 77-84 кг  | Нокаут (удар ногою і удари кулаками)           | 1     | 2:32  | 18 травня 2013   | Жараґуа-ду-Сул, Бразилія | «UFC on FX 8»                                             | Виграв премію «Нокаут вечора».                          |
| Перемога  | Майкл Біспінг    | 77-84 кг  | Технічний нокаут (удар ногою і удари кулаками) | 2     | 1:27  | 19 січня 2013    | Сан-Паулу, Бразилія      | «UFC on FX 7»                                             | Виграв премію «Нокаут вечора».                          |
| Поразка   | Джон Джонс       | 84-93 кг  | Підкорення (больовий прийом на руку)           | 4     | 0:54  | 22 вересня 2012  | Торонто, Канада          | «UFC 152»                                                 | Бій за титул чемпіона в напівважкій ваговій категорії.  |
| Перемога  | Ентоні Джонсон   | 77-84 кг  | Підкорення (удушення руками)                   | 1     | 4:49  | 14 січня 2012    | Ріо-де-Жанейро, Бразилія | «UFC 142»                                                 |                                                         |
| Перемога  | Йосіхіро Акіяма  | 77-84 кг  | Нокаут (удари кулаками)                        | 1     | 1:52  | 6 серпня 2011    | Філадельфія, США         | «UFC 133»                                                 | Виграв премію «Нокаут вечора».                          |
| Поразка   | Андерсон Сілва   | 77-84 кг  | Нокаут (удар ногою і удари кулаками)           | 1     | 3:25  | 5 лютого 2011    | Лас-Вегас, США           | «UFC 126»                                                 | Бій за титул чемпіона у середній ваговій категорії.     |
| Перемога  | Річ Франклін     | 77-84 кг  | Нокаут (удари кулаками)                        | 1     | 3:02  | 19 вересня 2009  | Даллас, США              | «UFC 103»                                                 | Виграв премію «Нокаут вечора».                          |
| Перемога  | Метт Ліндленд    | 77-84 кг  | Нокаут (удари кулаками)                        | 1     | 0:37  | 24 січня 2009    | Анахайм, США             | «Affliction: Day of Reckoning»                            |                                                         |
| Перемога  | Террі Мартін     | 77-84 кг  | Нокаут (удари кулаками)                        | 2     | 3:12  | 19 липня 2008    | Анахайм, США             | «Affliction: Banned»                                      |                                                         |
| Перемога  | Джеймс Зікіч     | 84-93 кг  | Рішення суддів (одностайне)                    | 3     | 5:00  | 22 вересня 2007  | Лондон, Велика Британія  | «Cage Rage 23»                                            | Виграв титул чемпіона у напівважкій ваговій категорії.  |
| Перемога  | Іван Сераті      | 84-93 кг  | Технічний нокаут (удари кулаками)              | 1     | 3:47  | 21 квітня 2007   | Лондон, Велика Британія  | «Cage Rage 21»                                            |                                                         |
| Поразка   | Ден Хендерсон    | 84-93 кг  | Рішення суддів (одностайне)                    | 3     | 5:00  | 21 жовтня 2006   | Лас-Вегас, США           | «Pride 32»                                                | Після бою Белфорт провалив допінг-тест.                 |
| Перемога  | Йосікі Такахасі  | 84-93 кг  | Нокаут (удари кулаками)                        | 1     | 0:36  | 2 липня 2006     | Сайтама, Японія          | «Pride Critical Countdown Absolute»                       |                                                         |
| Поразка   | Алістар Оверім   | 95 кг     | Рішення суддів (одностайне)                    | 3     | 5:00  | 9 червня 2006    | Сан-Хосе, США            | «Strikeforce: Revenge»                                    |                                                         |
| Перемога  | Ентоні Ріа       | 84-93 кг  | Нокаут (удари кулаками)                        | 2     | 1:30  | 3 грудня 2005    | Лондон, Велика Британія  | «Cage Rage 14»                                            |                                                         |
| Поразка   | Алістар Оверім   | 84-93 кг  | Підкорення (удушення руками)                   | 1     | 9:36  | 23 квітня 2005   | Осака, Японія            | «Pride Total Elimination 2005» Гран-прі PRIDE (відкриття) |                                                         |
| Поразка   | Тіто Ортіс       | 84-93 кг  | Рішення суддів (роздільне)                     | 3     | 5:00  | 5 лютого 2005    | Лас-Вегас, США           | «UFC 51»                                                  |                                                         |
| Поразка   | Ренді Кутюр      | 84-93 кг  | Технічний нокаут (рішення лікаря)              | 3     | 5:00  | 21 серпня 2004   | Лас-Вегас, США           | «UFC 49»                                                  | Втратив титул чемпіона у напівважкій ваговій категорії. |
| Перемога  | Ренді Кутюр      | 84-93 кг  | Технічний нокаут (рішення лікаря)              | 1     | 0:49  | 31 січня 2004    | Лас-Вегас, США           | «UFC 46»                                                  | Виграв титул чемпіона у напівважкій ваговій категорії.  |
| Перемога  | Марвін Істмен    | 84-93 кг  | Технічний нокаут (удари коліньми і кулаками)   | 1     | 1:07  | 6 червня 2003    | Лас-Вегас, США           | «UFC 43»                                                  |                                                         |
| Поразка   | Чак Ліделл       | 84-93 кг  | Рішення суддів (одностайне)                    | 3     | 5:00  | 22 червня 2002   | Лас-Вегас, США           | «UFC 37.5»                                                |                                                         |
| Перемога  | Хіт Херрінґ      | 93-120 кг | Рішення суддів (одностайне)                    | 3     | 5:00  | 27 травня 2001   | Йокогама, Японія         | «Pride 14»                                                |                                                         |
| Перемога  | Боббі Саутворт   | 84-93 кг  | Підкорення (удушення руками)                   | 1     | 4:09  | 25 березня 2001  | Сайтама, Японія          | «Pride 13»                                                |                                                         |
| Перемога  | Дайдзіро Мацуі   | 84-93 кг  | Рішення суддів (одностайне)                    | 2     | 10:00 | 27 серпня 2000   | Сайтама, Японія          | «Pride 10»                                                |                                                         |
| Перемога  | Гілберт Айвел    | 93-120 кг | Рішення суддів (одностайне)                    | 2     | 10:00 | 4 червня 2000    | Наґоя, Японія            | «Pride 9»                                                 |                                                         |
| Поразка   | Кадзусі Сакураба | 84-93 кг  | Рішення суддів (одностайне)                    | 2     | 10:00 | 29 квітня 1999   | Наґоя, Японія            | «Pride 5»                                                 |                                                         |
| Перемога  | Вандерлей Сілва  | 84-93 кг  | Технічний нокаут (удари руками)                | 1     | 0:44  | 16 жовтня 1998   | Сан-Паулу, Бразилія      | «UFC Ultimate Brazil»                                     |                                                         |
| Перемога  | Джо Чарльз       | 93-120 кг | Підкорення (больовий прийом на руку)           | 1     | 4:03  | 21 грудня 1997   | Йокогама, Японія         | «UFC Ultimate Japan»                                      |                                                         |
| Поразка   | Ренді Кутюр      | 93-120 кг | Технічний нокаут (удари кулаками)              | 1     | 8:17  | 17 жовтня 1997   | Бей Сент-Луїс, США       | «UFC 15»                                                  |                                                         |
| Перемога  | Танк Ебботт      | 93-120 кг | Технічний нокаут (удари кулаками)              | 1     | 0:52  | 30 травня 1997   | Аугуста, США             | «UFC 13»                                                  |                                                         |
| Перемога  | Скотт Ферроззо   | 93-120 кг | Технічний нокаут (удари кулаками)              | 1     | 0:43  | 7 лютого 1997    | Дотен, США               | «UFC 12»                                                  | Виграв турнір у важкій ваговій категорії.               |
| Перемога  | Трейсі Теллігмен | 93-120 кг | Технічний нокаут (удари кулаками)              | 1     | 1:17  | 7 лютого 1997    | Дотен, США               | «UFC 12»                                                  |                                                         |
| Перемога  | Джон Хесс        | 93-120 кг | Нокаут (удари кулаками)                        | 1     | 0:12  | 11 жовтня 1996   | Гонолулу, США            | «SuperBrawl 2»                                            |                                                         |

### Греплінг
| Результат | Противник       | Вага     | Спосіб                       | Час   | Дата                | Місце         | Подія       | Примітки                                                                 |
| --------- | --------------- | -------- | ---------------------------- | ----- | ------------------- | ------------- | ----------- | ------------------------------------------------------------------------ |
| Перемога  | Рікарду Алмейда | Вільна   | Рішення рефері               | 0:30  | 11 — 13 квітня 2001 | Абу-Дабі, ОАЕ | «ADCC 2001» | Чемпіонат світу, змагання за третє місце. Алмейда отримав травму коліна. |
| Поразка   | Рікарду Арона   | Вільна   | Очкова перевага              | 10:00 | 11 — 13 квітня 2001 | Абу-Дабі, ОАЕ | «ADCC 2001» | Чемпіонат світу, півфінал.                                               |
| Перемога  | Рікко Родрігес  | Вільна   | Очкова перевага              | 10:00 | 11 — 13 квітня 2001 | Абу-Дабі, ОАЕ | «ADCC 2001» | Чемпіонат світу, чвертьфінал.                                            |
| Перемога  | Ґенкі Судо      | Вільна   | Очкова перевага              | 10:00 | 11 — 13 квітня 2001 | Абу-Дабі, ОАЕ | «ADCC 2001» | Чемпіонат світу, відбірковий етап.                                       |
| Поразка   | Марк Робінсон   | 88-99 кг | Очкова перевага              | 15:00 | 11 — 13 квітня 2001 | Абу-Дабі, ОАЕ | «ADCC 2001» | Чемпіонат світу, чвертьфінал.                                            |
| Перемога  | Хірокі Фукуда   | 88-99 кг | Підкорення (удушення руками) | 2:50  | 11 — 13 квітня 2001 | Абу-Дабі, ОАЕ | «ADCC 2001» | Чемпіонат світу, відбірковий етап.                                       |

### Бокс
| Результат | Противник       | Спосіб | Раунд | Час  | Дата           | Місце               | Примітки |
| --------- | --------------- | ------ | ----- | ---- | -------------- | ------------------- | -------- |
| Перемога  | Жоземаріу Невіс | Нокаут | 1     | 1:24 | 11 квітня 2006 | Сальвадор, Бразилія |          |